# Kameleonten
För andra betydelser, se Kameleonten (olika betydelser).
Kameleonten (Chamaeleon på latin) är en liten stjärnbild på södra stjärnhimlen. Stjärnbilden är en av de 88 moderna stjärnbilderna som erkänns av den Internationella astronomiska unionen.

## Historik
Den beskrevs först av den nederländske astronomen Petrus Plancius i slutet av 1500-talet. Den förekom första gången i en stjärnatlas som publicerades av Petrus Plancius och den flamländske kartografen Jodocus Hondius 1597. Första gången på bild förekommer den i Johann Bayers stjärnatlas Uranometria, som utkom 1603.

## Stjärnor

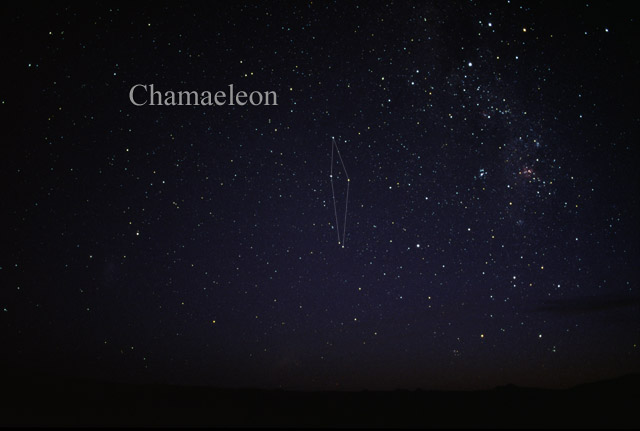
Stjärnbilden Kameleonten (Chamaeleon) som den kan ses med blotta ögat.

Kameleonten är en av de minsta stjärnbilder och saknar ljusstarka stjärnor. 
- α - Alfa Chamaeleontis är ljusstarkast med magnitud 4,07.
- β - Beta Chamaeleontis är en stjärna i huvudserien med en magnitud som varierar 4,24 – 4,30.

## Djuprymdsobjekt
Kameleonten innehåller inga Messier-objekt.

### Stjärnhopar
- Eta Chamaeleontis-hopen (eller Mamajek 1) är en öppen stjärnhop som upptäcktes 1999. Det var den första öppna stjärnhopen som upptäcktes på grund av röntgenemission.

### Nebulosor
- NGC 3195 (Caldwell 109) är en  planetarisk nebulosa.